# Val Bût
Val Bût (friülès Cjanâl di Sant Pieri) és una de les set valls de la Cjargne, una de les comarques de la província d'Udine (Friül). Té direcció nord-sud i és travessada pel torrent Bût que neix a la vora de Timau, primer nucli habitat de la vall. El Bût travessa els municipis de la vall, que són Paluzza, Sutrio, Zuglio i Arta Terme abans de desembocar en el Tagliamento a Tolmezzo.